# عیلوط
عیلوط (به لاتین: Ilut) یک منطقهٔ مسکونی در اسرائیل است که در شمال واقع شده‌است.